# Oldenbourg
Pour les articles homonymes, voir Oldenbourg (homonymie).
Oldenbourg (en allemand Oldenburg prononcé en allemand : [ˈɔldənbʊʁk] , en bas-allemand Ollnborg, en français Le Vieux-Bourg) est une ville-arrondissement allemande située dans le Land de Basse-Saxe, entre la ville de Brême (Bremen), située à l'est, et la ville de Groningue aux Pays-Bas.
Ville universitaire et ancienne résidence du grand-duché d'Oldenbourg (d'où l'additif (Oldb) en allemand soit littéralement « Oldenbourg en Oldenbourg »), c'est la quatrième ville en importance du Land de Basse-Saxe après Hanovre, Brunswick et Osnabrück.

## Situation géographique
- 1Carte dynamique
- 2Carte Openstreetmap
- 3Carte topographique
- 4Carte avec les communes environnantes

La ville est située en Basse-Saxe (qui est limitrophe des Pays-Bas), au nord-ouest de l'Allemagne :
- à environ 40 km à l'ouest de Brême,
- à environ 100 km au nord d'Osnabrück,
- et à environ 165 km à l'ouest de Hambourg.

## Organisation administrative
Oldenbourg est une kreisfreie Stadt (ville-arrondissement), collectivité territoriale allemande propre aux grandes villes. Cela signifie, qu'elle dépend directement de son district (Regierungsbezirk) à l'intérieur du Land. Elle est donc au même niveau administratif que le cercle (Kreis).
Oldenbourg était jusqu'au 31 décembre 2004 le siège du district de Weser-Ems qui a été dissous alors comme tous les autres districts de Basse-Saxe. Depuis, elle en réfère directement au Land.
Oldenbourg fait partie, depuis avril 2005, de la Région métropole européenne de Brême/Oldenbourg, parmi les 11 régions métropoles européennes d'Allemagne (définies par l'Union européenne).
Cela permet de mettre des moyens en commun, de mettre en place une administration virtuelle via internet à guichet unique (on peut régler toutes les questions administratives indépendamment de l'administration concernée), etc.
Cette nouvelle entité cherche à faire valoir ses droits au niveau du Land, au niveau fédéral et au niveau européen, pour négocier des aides régionales éventuelles.

## Démographie
| 1502         | 1667         | 1702         | 1769  | 1816  | 1828  | 1837  | 1855   | 1871   |
| ------------ | ------------ | ------------ | ----- | ----- | ----- | ----- | ------ | ------ |
| 2 300 (est.) | 4 300 (est.) | 5 000 (est.) | 6 959 | 6 278 | 6 800 | 9 280 | 11 370 | 13 928 |

| 1880   | 1890   | 1900   | - | - | - | - | - | - |
| ------ | ------ | ------ | - | - | - | - | - | - |
| 20 575 | 23 118 | 26 635 | - | - | - | - | - | - |

Jusqu'à 1870, il s'agit généralement d'estimations, ensuite, de recensements ou estimations d'instituts statistiques.
| 1910   | 1919   | 1930   | 1940   | 1950    | 1960    | 1970    | 1980    | 1989    |
| ------ | ------ | ------ | ------ | ------- | ------- | ------- | ------- | ------- |
| 30 242 | 32 540 | 55 485 | 80 605 | 122 809 | 122 337 | 131 545 | 136 764 | 140 785 |

| 1995    | 2000    | 2004    | - | - | - | - | - | - |
| ------- | ------- | ------- | - | - | - | - | - | - |
| 151 382 | 154 832 | 158 394 | - | - | - | - | - | - |

Oldenbourg a franchi, en 1945, la barre des 100 000 habitants. Elle est une des rares villes de plus de 100 000 habitants dont la population augmente, encore actuellement, de façon continue pour approcher aujourd'hui les 160 000 habitants.
Une partie de cet accroissement de population provient sans doute des Länder de l'ancienne Allemagne de l'Est.

## Histoire
| Appartenances historiques Comté d'Oldenbourg 1108-1774 Duché d'Oldenbourg 1774-1811 Empire français (Bouches-du-Weser) 1811-1814 Duché d'Oldenbourg 1814-1829 Grand-duché d'Oldenbourg 1829-1918 Empire allemand 1871-1918 République de Weimar 1918-1933 Reich allemand 1933-1945 Allemagne occupée 1945-1949 Allemagne 1949-présent |

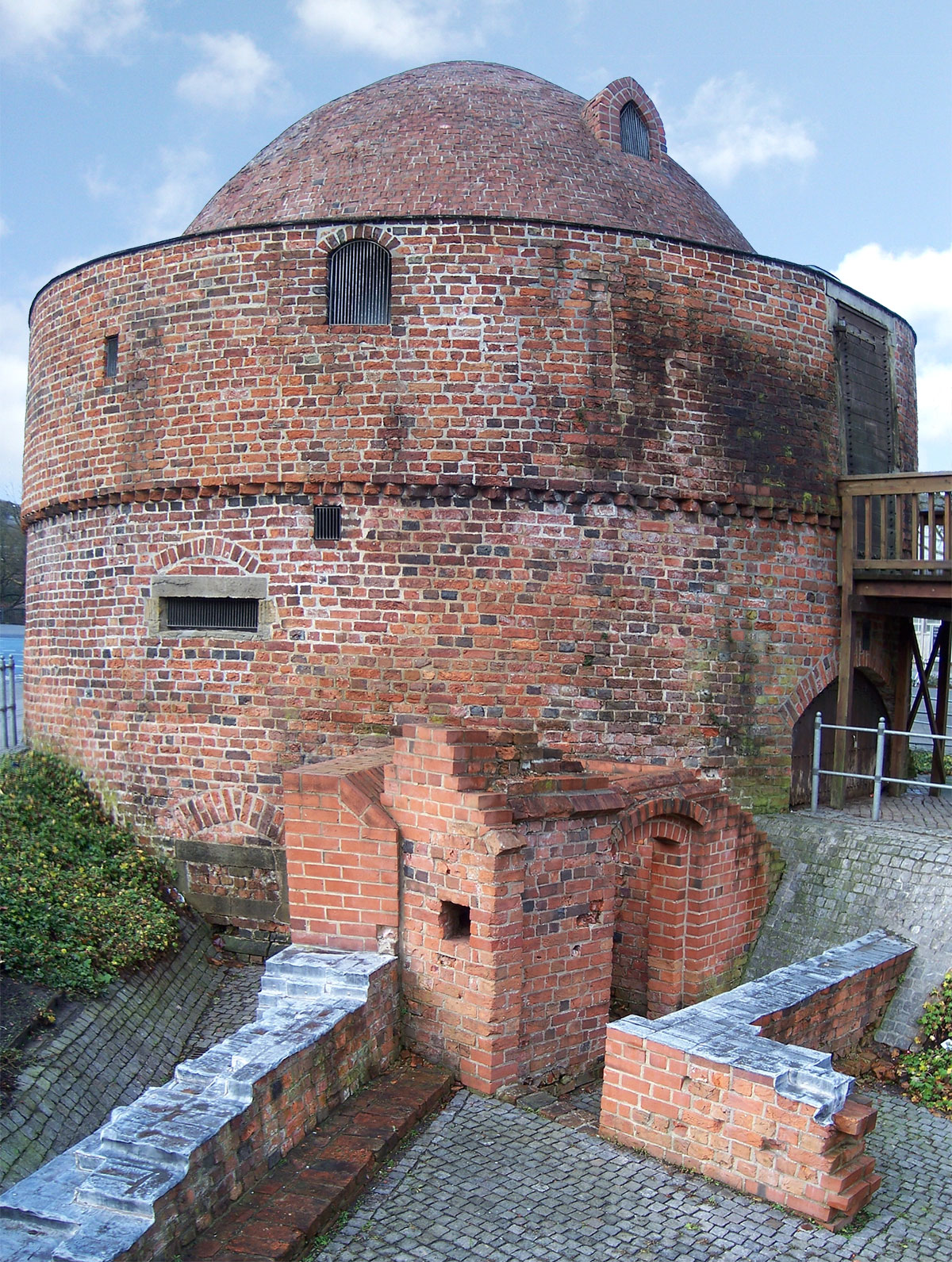
Tour de la poudre avec quelques restes des remparts.

Mentionnée pour la première fois dans un document de 1108 sous le nom d'« Aldenburg », la ville doit son importance à son emplacement près d’un gué du fleuve navigable Hunte et à la route commerciale entre Brême et Jever. Oldenbourg a prospéré dans l'ombre de la ville hanséatique, beaucoup plus puissante, de Brême.
Les premières traces d’habitants détectées à cet endroit proviennent de Teutons et de Chauques qui ont par la suite fusionné pour devenir les Frisons.
On peut retracer l’arbre généalogique des comtes d’Oldenbourg jusqu’au héros saxon Widukind, l’ennemi de Charlemagne. Mais leur premier représentant historique est Elimar d'Oldenbourg (d. 1108). Les descendants d'Elimar semblent vassaux des ducs de Saxe, se rebellant parfois. Cependant, ils ont atteint la dignité de princes d'Empire quand l'empereur Frédéric Ier a démembré le duché de Saxe en 1189. À ce moment-là, le comté de Delmenhorst faisait partie des domaines des comtes d'Oldenbourg, et en fut séparé à plusieurs reprises au gré des partages vers les plus jeunes branches de la famille. C'était le cas entre 1262 et 1447, entre 1463 et 1547, et entre 1577 et 1617.
Les parties nordiques et occidentales du futur grand-duché d'Oldenbourg étaient aux mains d'indépendants, ou semi-indépendants. Les princes frisons, qui étaient habituellement des païens, et au début du XIIIe siècle, les comtes, ont mené une série de guerres avec ces petits potentats qui ont eu comme conséquence une expansion progressive de leur territoire. La ville libre de Brême et la principauté épiscopale de Münster étaient également fréquemment en guerre contre les comtes d'Oldenbourg.
En 1345, le comte Conrad Ier adosse au droit communal de Brême l'agglomération d’Oldenbourg formée autour du château. En 1448, le successeur du comte Dietrich, appelé « Fortunatus », le comte Christian d'Oldenbourg, devient roi de Danemark sous le nom de Christian Ier. Bien que loin des frontières danoises, Oldenbourg devint une enclave danoise. Le contrôle de la ville était laissé aux frères du roi qui y ont établi une brève tyrannie. En 1450, Christian devint roi de Norvège et, en 1457, roi de Suède. En 1460, il hérite du duché de Schleswig et du comté de Holstein, un événement de grande importance pour la future histoire d’Oldenbourg. En 1454, il confia Oldenbourg à son frère Gerhard, un prince sauvage qui était constamment en guerre avec l'évêque de Brême et ses autres voisins. En 1483, Gerhard a été obligé d'abdiquer en faveur de ses fils, et il est mort pendant un pèlerinage en Espagne.
Au début du XVIe siècle, Oldenbourg s’agrandit de nouveau aux dépens des Frisons. Le protestantisme est introduit dans le comté par le comte Antoine Ier, qui a supprimé aussi les monastères. Cependant, il est resté loyal à Charles Quint pendant la guerre de la ligue de Smalkalde, et a pu, ainsi, augmenter ses territoires en obtenant Delmenhorst en 1547. Un de ses frères, le comte Christophe, gagne une certaine réputation en tant que soldat.

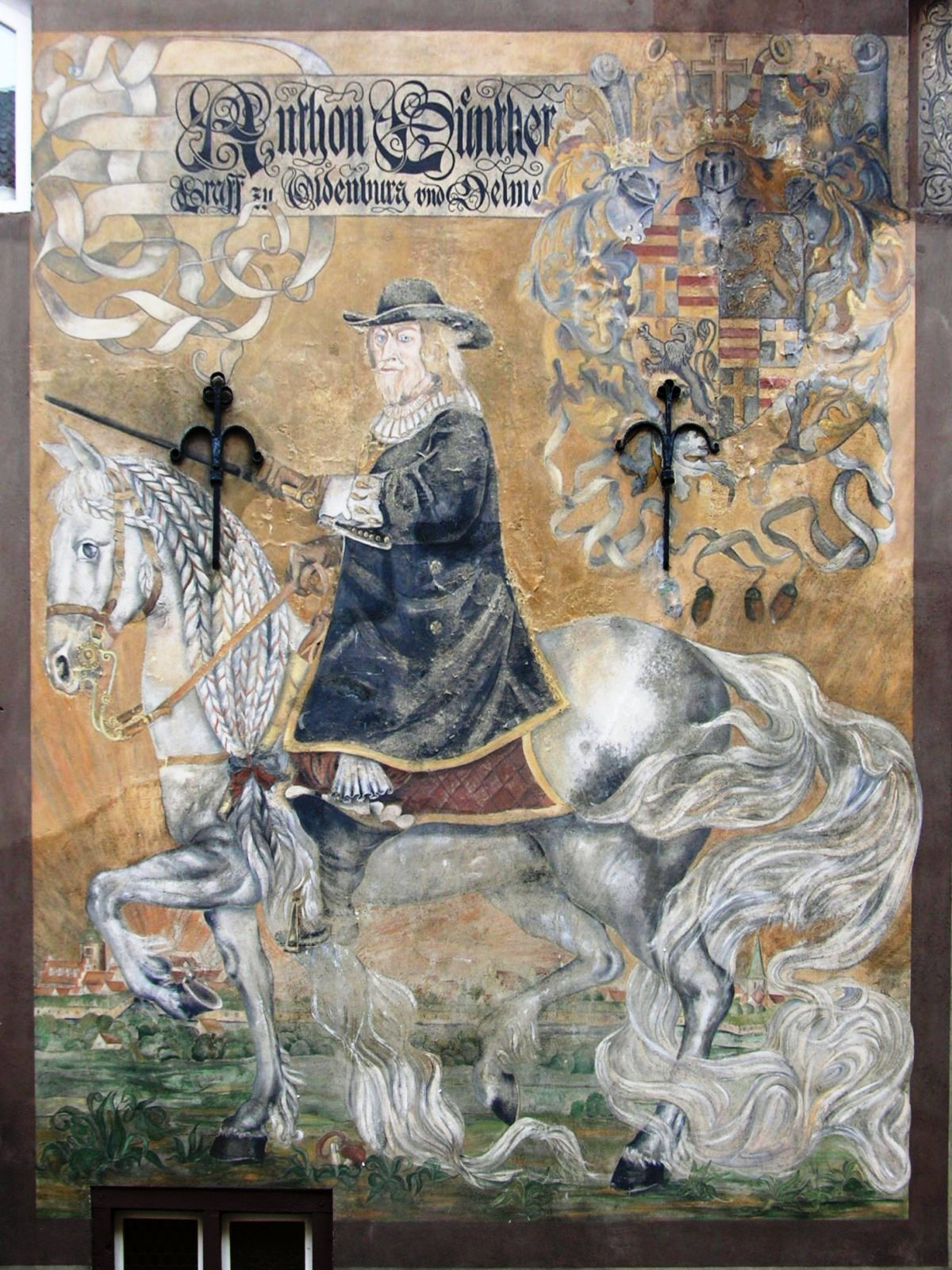
Anton Günther le Sage.

Le petit-fils d’Antoine, Antoine-Günther, qui prit la succession en 1603, se considérait lui-même comme le prince le plus sage ayant gouverné Oldenbourg. La ville de Jever avait été prise sans coup férir. En 1624, il conquit Kniphausen et Varel auxquels il put finalement unir Delmenhorst en 1647. Grâce à sa neutralité pendant la guerre de Trente Ans et à son don de chevaux de valeur au chef de guerre comte de Tilly, Antoine-Günther permit à ses domaines d’éviter les terribles dévastations auxquelles ont été exposés presque tous les autres États d'Allemagne. Il a obtenu aussi de l'empereur le droit de prélever un péage sur les vaisseaux passant le long du Weser. Une concession lucrative qui a bientôt formé une part substantielle de ses ressources. En 1607, il érigea un château Renaissance.
Oldenburg fut une ville prospère dans ce temps de guerre et de troubles. Sa population et son pouvoir ont grandi considérablement. Après la mort d’Anton Günther, Oldenbourg est retombée sous autorité danoise. En 1667, elle fut frappée par une effroyable épidémie et, peu après, par un incendie qui détruisit la ville. Les rois danois ne se sont pas beaucoup intéressés au sort de la ville et elle a perdu la plus grande partie de son importance passée.
En 1773, la domination danoise prit fin et, en 1777, la région d'Oldenbourg devint un duché. Ce n'est qu'alors que les bâtiments détruits furent reconstruits dans un style néoclassique. De 1810 à 1814, la région d'Oldenbourg fut occupée par la France napoléonienne. En 1829, elle devint grand-duché jusqu'en 1918. En 1893, un canal connectant les rivières Hunte et Ems fut achevé, ce qui permit de relier le port d’Oldenbourg à la mer du Nord et ainsi de renforcer l'importance économique de la ville.
Le 2 mai 1945, des unités de la 1re Armée canadienne occupent la ville.
En 1945, après la Seconde Guerre mondiale, Oldenbourg franchit le cap des 100 000 habitants quand les réfugiés affluèrent, car la ville avait été assez peu bombardée durant la guerre. 1,4 % de la ville (117 maisons et un musée) était détruit.

## Économie
Très grand centre commercial, elle attire sur 20 ha de zone piétonne de nombreux visiteurs venant notamment de Hambourg ou des Pays-Bas.
Premier port fluvial de Basse-Saxe, elle dénombre différentes activités de transports fluviaux.
Centre culturel, économique et administratif de la région, de nombreuses banques et compagnies d'assurance ont leur siège à Oldenbourg.
Les principales entreprises relèvent de l'industrie de transformation (viande, lait), du secteur électronique (moteurs de faible puissance), automobile (fabrication d'accessoires) ou de l'imprimerie.

## Culture
Ville universitaire, Oldenbourg compte de nombreuses infrastructures culturelles (théâtre, musées, bibliothèque, artothèque, conservatoire). La ville est l'un des trois sites de l'université de Jade, accueillant au total environ 20 000 étudiants.

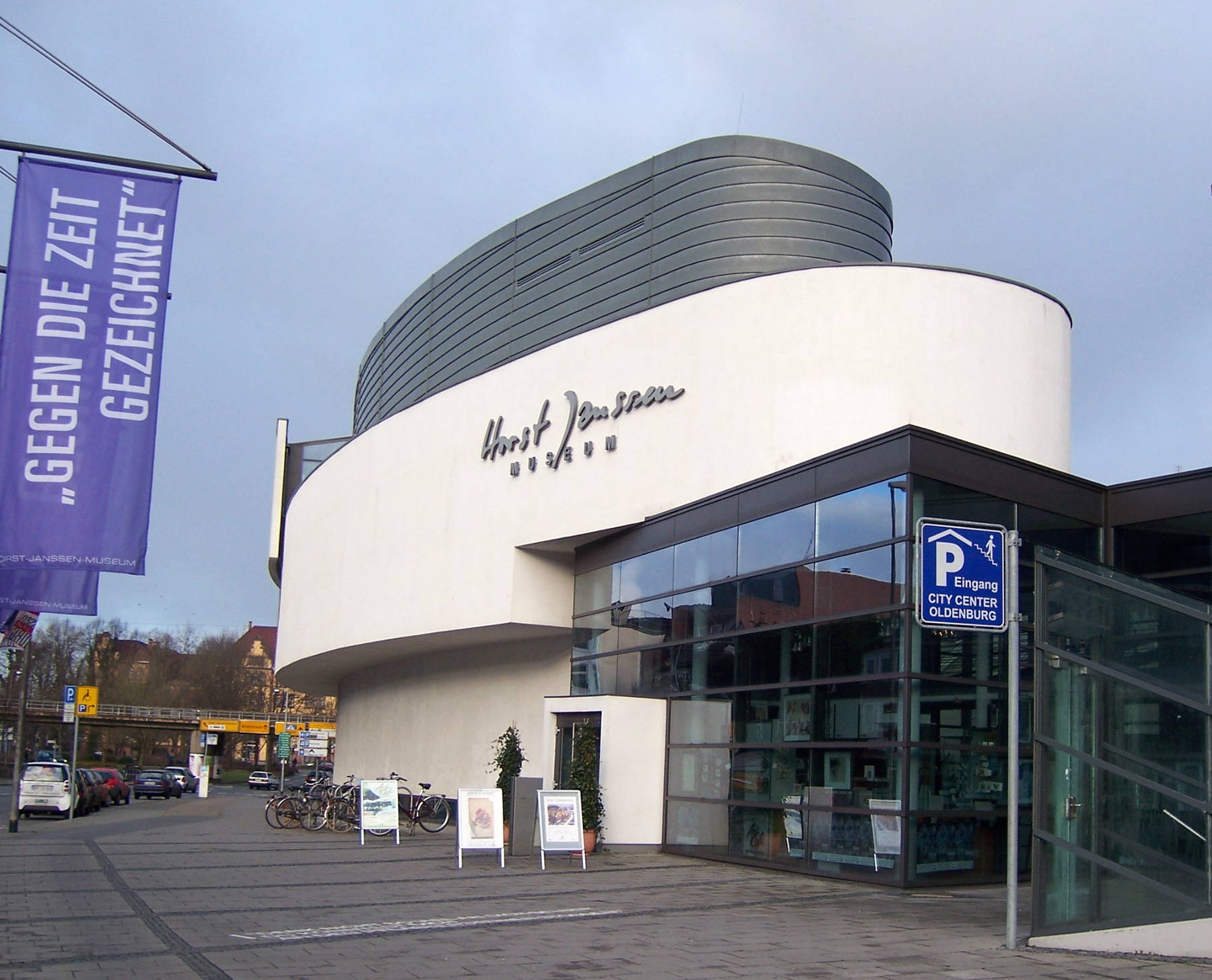
Musée Horst Janssen.

Parmi les musées de la ville figure le musée Horst Janssen (en), consacré au dessinateur et graveur Horst Janssen qui a grandi dans la ville.

## Jumelages
- Tåstrup (Danemark) depuis 1978
- Cholet (France) depuis 1985
- Groningue (Pays-Bas) depuis 1989
- Makhatchkala (Russie) depuis 1989
- District de Rügen (Allemagne) depuis 1990

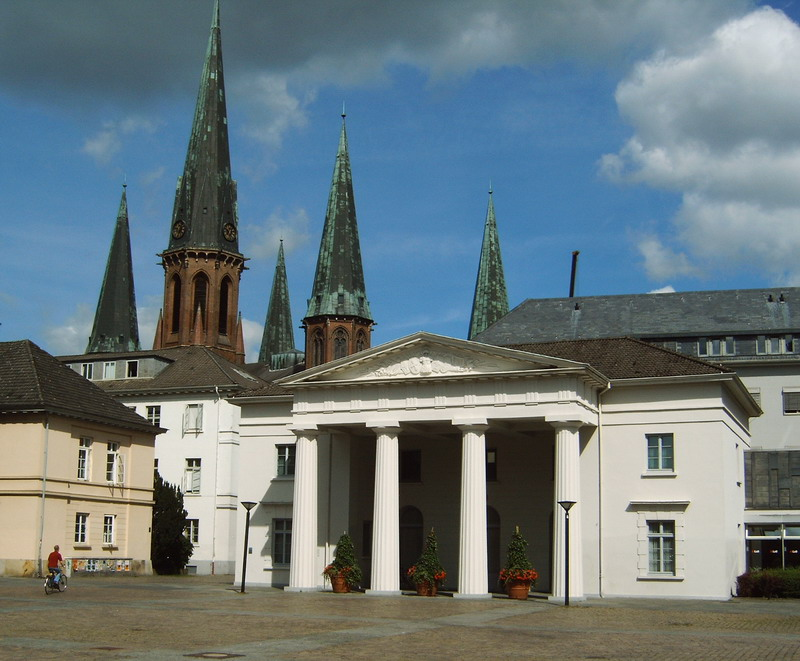
Place du château avec vue sur l'église de St. Lamberti.

- Conseil régional de Mateh Asher (Israël) depuis 1996

## Personnages célèbres
À Oldenbourg sont nés :
- Christian II d'Oldenbourg (1723-1773).
- Johann Friedrich Herbart (1776-1841), philosophe.
- Karl von Wedel (1842-1919), gouverneur d'Alsace-Lorraine de 1907 à 1914.
- Helene Lange (1848-1930), féministe et pédagogue.
- Max Julius Dinklage (1864-1935), botaniste.
- Clemens August von Galen (1878-1946), cardinal et évêque de Münster.
- Karl Jaspers (1883-1969), psychiatre et philosophe.
- Ulrike Meinhof (1934-1976), membre fondateur de la RAF.
- Dieter Bohlen (1954-), musicien, producteur et compositeur.
- Andrea Clausen (de) (1959-), actrice au Burgtheater, Vienne.
- Hans-Jörg Butt (1974-), footballeur.
- Boris Herrmann (1981-)

À Oldenbourg sont décédés :
- Johann Ahlhorn (1855-1934), homme politique.
- Dirk Reichl (1981-2005), cycliste professionnel.